# Lando (Graffitikünstler)

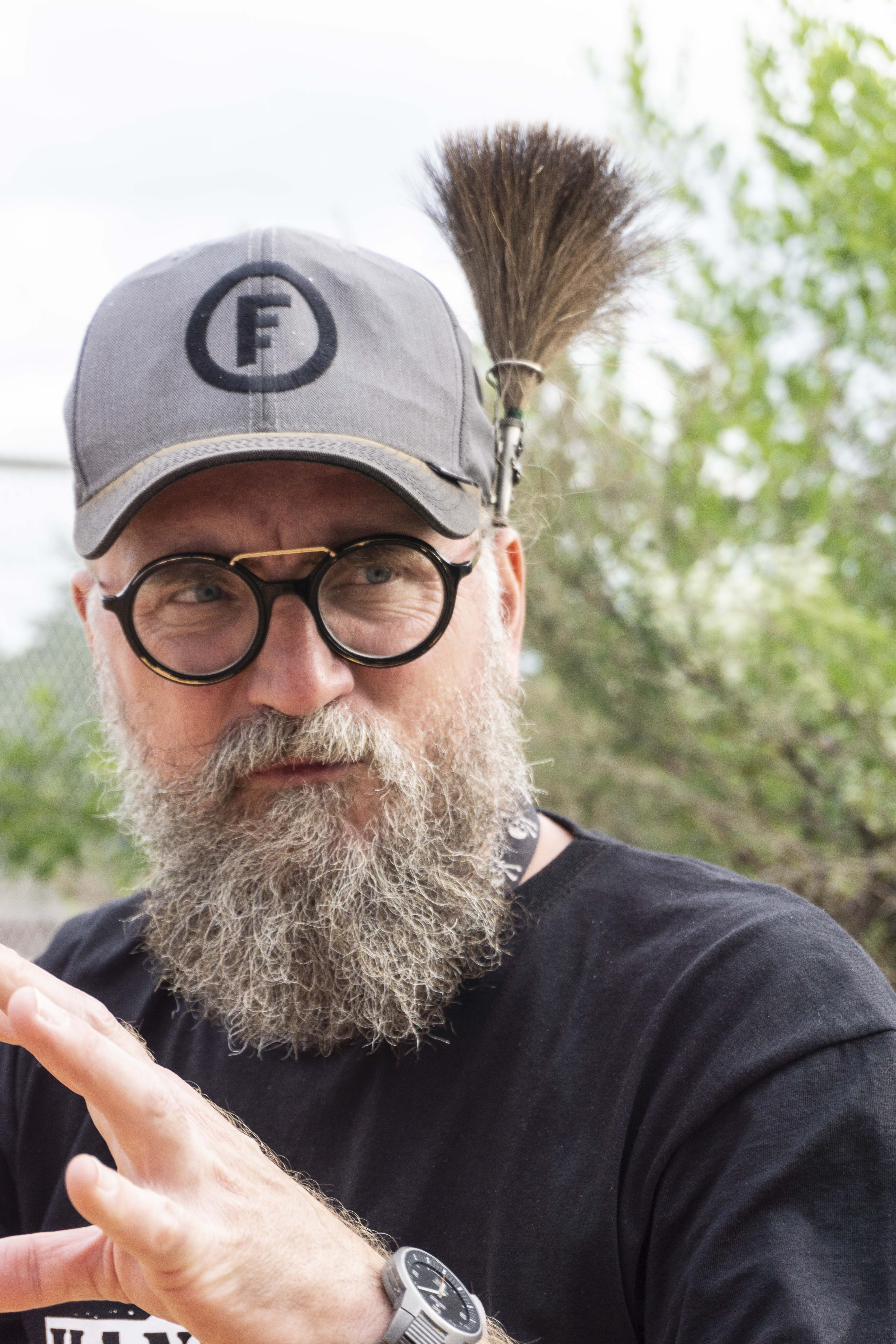
Lando, 2021

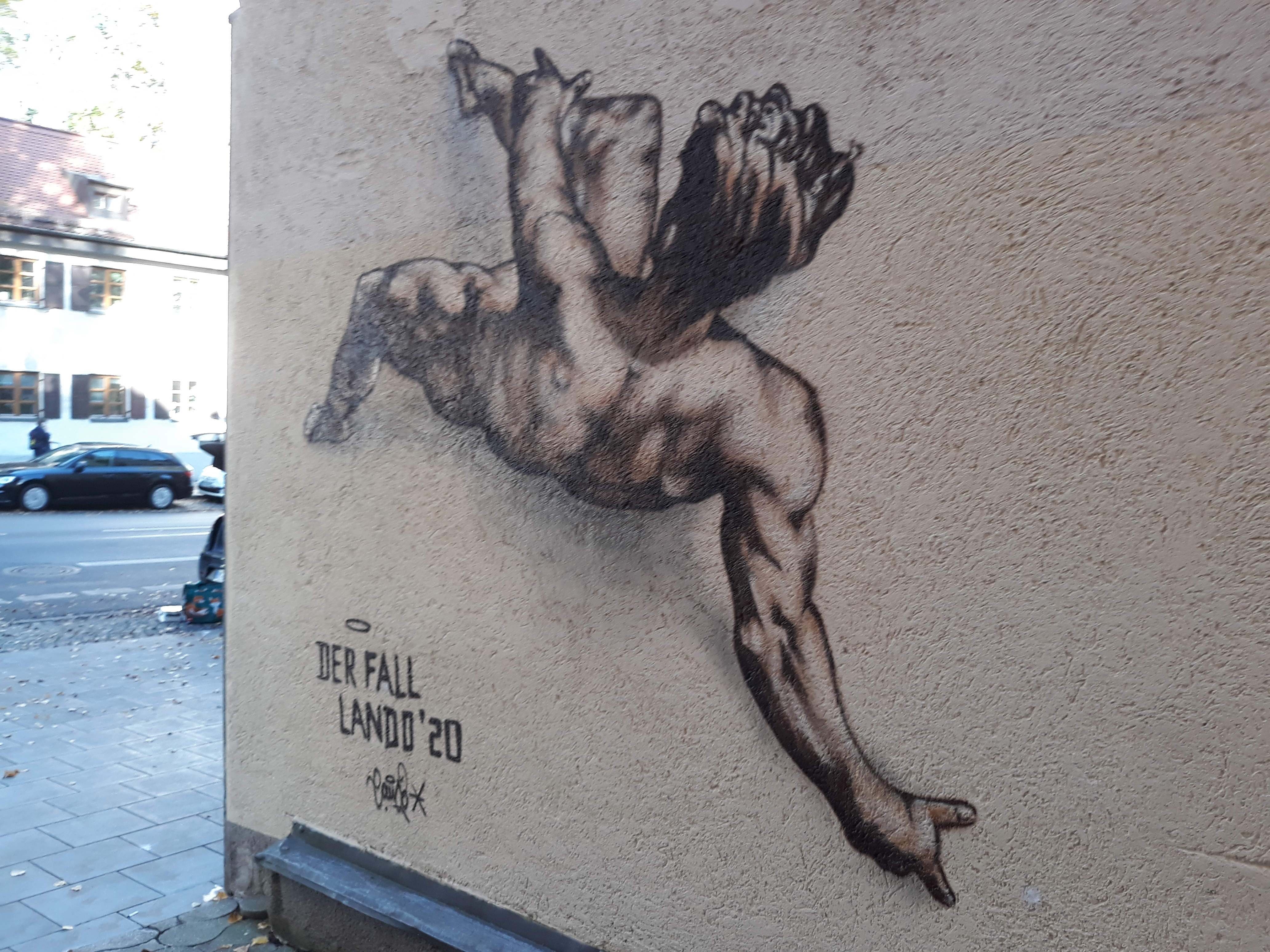
„Der Fall“, 2020, München, Lindwurmstraße 211

Lando (* 1974 in Fürstenfeldbruck, eigentlich Melander Holzapfel) ist ein deutscher Graffiti-Writing-Künstler mit Wohnsitz in München. Viele seiner Auftragsarbeiten zeigen Tendenzen zur Streetart.

## Leben
Melander Holzapfel schloss zunächst eine kaufmännische Ausbildung ab und startete als Unternehmer mit einer Werbeagentur.
1987 begann er seine Graffitikarriere in Eichenau und stieg 1989 aktiv in die Münchner Graffitiszene ein, in der er bis heute unter dem Pseudonym Lando bekannt ist. In seiner Jugend aktiv unter dem Tag „CONS“ begann Lando 1990 erste Auftragsarbeiten und wechselte sein Pseudonym zu „SOCS“. Der frühe Tod seines Jugendfreundes und Mentors „CHROMS“ 1992 motiviert und bewegt ihn dabei bis heute. Guerilla-Aktionen, wie etwa die Bemalung seiner ersten S-Bahn, sowie andere freie Arbeiten sind oft diesem Freund gewidmet.
1998 gab er mit seinem Kollegen EAT in der U-Bahn-Galerie der Akademie der Bildenden Künste München seine erste Vernissage FACES.
Nachdem er sich auf Graffiti spezialisiert hatte, gründete er 1999 FUNKY FRESH, die erste offizielle Graffitiagentur Münchens. Seitdem arbeitet er u. a. mit Loomit zusammen. Seine zweite Vernissage „FREE“ im Jazzclub Unterfahrt brachte ihm im selben Jahr seine ersten 1000,– DM für ein Graffito ein.
2001 war er Mitgründer der Münchner Crew „CXP“ (Color X Press). 2006 wurde er zudem Mitglied der Vereinigung „Writers Corner München“ und gründete im selben Jahr die gemeinschaftliche Werbeagentur Avileon GmbH (später von ihm inhabergeführt unter Herzwild GmbH). 2007 unternahm er einen Ausflug in die Textilindustrie und gründete Brainflip UL, ein Unternehmen, das T-Shirts produzierte. Der Ausflug endete bereits ein Jahr später.
2009 besann er sich zurück auf seine Wurzeln und verwendete ab jetzt „LANDO“ als Pseudonym, einen Spitznamen, den er seiner Mutter verdankt. Es folgten seine ersten großen Zusammenarbeiten mit Loomit für Fiat an der Börse München.
2011 wurde seine Tochter geboren. Die Familie rückte in den Vordergrund. Von Gilching aus, wo er bereits seit 2005 lebte, entschied er sich 2015, den Schritt zum Vollzeitkünstler zu wagen. Seinen Haupterwerb bestreitet er seitdem ausschließlich mit seiner Graffitiagentur FUNKY FRESH. Die Räumlichkeiten der Werbeagentur baute er zu seinem ersten eigenen Atelier um.
2017 war er als Kurator und Mitgestalter bei gleich zwei Streetart-Events aktiv: SCALE und ISART 22 (Bemalung der Brudermühlbrücke in München). Es folgte seine dritte Vernissage „DIRTY THIRTY“, dieses Mal in Gilching, zum Jubiläum seiner 30-jährigen Graffitikarriere.
2018 war er Mitgründer des Vereins zur Förderung urbaner Kunst e. V. und erster Vorstand bis 2021.
Vor dem Bau der Gilchinger Westumgehung fanden Archäologen Hinweise auf römische Siedler vor 2000 Jahren. Zu diesem Anlass übernahmen Lando und Loomit 2020 mit der Unterstützung des Archäologen Hans-Peter Volpert die Gestaltung des Zeitreisetunnels.
2021 gestaltete er mit dem Verein zur Förderung urbaner Kunst e. V., der durch das Kulturreferat Münchens unterstützt wurde, die Brückenpfeiler am „Halt 58“ an der Kolumbusplatzbrücke. Mit Lion Fleischmann und SCOUT, Werner Walossek, arrangierte Lando Anfang Oktober eine große Hauswand auf dem WERK9 im Werksviertel-Mitte unter dem Titel Stop Bombing Civilians. Das Projekt zeigt ein wehrloses Ehepaar mit seinem Kind und Bomber im Hintergrund und macht damit auf die grauenvollen Folgen von Bombenangriffen aufmerksam.
Neben der Auftragsmalerei, Ausstellungen und Grafikerarbeiten, veranstaltet er verschiedene kulturelle Events und engagiert sich für soziale Projekte.